# Adel al-Zubeidi
Adel al-Zubeidi là một luật sư bào chữa trong các phiên toà xét xử Hussein thuộc nhóm pháp lý đại diện cho Taha Yassin Ramadan.
Ông bị giết vào ngày 8 tháng 11 năm 2005, bởi ba tay súng lái một chiếc Opel hoặc một "chiếc xe của chính phủ" bên ngoài Adil, một khu lân cận có đông người theo Hồi giáo Sunni của Baghdad. Ông đi cùng với Thamer Hamoud al-Khuzaie, một luật sư khác cũng liên quan đến các phiên tòa, người đã bị thương trong vụ tấn công. Ông đã dự đoán được mình sẽ bị giết vào ngày hôm trước.
Ông là luật sư thứ hai của Saddam bị sát hại bởi các thế lực không rõ danh tính, cái chết của ông xảy ra chưa đầy ba tuần trước cái chết của Saadoun Sughaiyer al-Janabi.